# Around the World (bài hát của Daft Punk)
"Around the World" là một bài hát của bộ đôi nhạc điện tử người Pháp Daft Punk, được phát hành dưới dạng đĩa đơn thứ ba trong album phòng thu đầu tay của họ, Homework (1997), vào ngày 17 tháng 3 năm 1997. Nó trở thành một bản nhạc ăn khách lớn trong hộp đêm trên toàn thế giới và đạt vị trí quán quân trên bảng xếp hạng ở Canada, Vương quốc Anh và Hoa Kỳ. Nó cũng đạt vị trí số một ở Iceland và Ý. Video âm nhạc được đạo diễn bởi Michel Gondry và biên đạo bởi Blanca Li.

## Sáng tác
Bài hát được soạn ở cung Mi thứ và nhịp độ 121,3 BPM. Khi phân tích bài hát, Michel Gondry đã lưu ý đến cấu trúc đặc biệt của nó: "Tôi nhận ra bài hát đơn giản như thế nào. Chỉ có năm nhạc cụ khác nhau, với rất ít khuôn mẫu, mỗi thứ có thể tạo ra vô số các hình tượng." Ông cũng lưu ý sự giống nhau giữa âm trầm của "Around the World" và âm trầm của ca khúc "Good Times" của Chic. Vào năm 2017, nhà khoa học máy tính Colin Morris đã phân tích 15.000 bài hát trên bảng xếp hạng Billboard Hot 100 về mức độ lặp lại, dựa trên các thuật toán nén. "Around the World" được cho là lặp lại nhiều nhất trong số các bài hát được phân tích.

## Video âm nhạc
Video âm nhạc của Michel Gondry cho bài hát có năm nhóm nhân vật trên một nền tảng đại diện cho một đĩa than: bốn người máy đi vòng quanh một vòng tròn; bốn vận động viên cao lớn mặc bộ đồ thể thao với đầu giả nhỏ đi lên và xuống cầu thang; bốn người phụ nữ ăn mặc như những vận động viên bơi nghệ thuật (được Gondry mô tả là "những cô gái disco") di chuyển lên và xuống một dãy cầu thang khác; bốn bộ xương người nhảy múa ở trung tâm; và bốn xác ướp nhảy múa theo nhịp trống của bài hát.
Video được xây dựng để hiện lên hình ảnh của bài hát; mỗi nhóm nhân vật đại diện cho một nhạc cụ khác nhau. Theo ghi chú của Gondry, các robot đại diện cho giọng hát; thể chất và trí óc bé nhỏ nhanh nhẹn của các vận động viên tượng trưng cho tiếng guitar bass; nét nữ tính của những cô gái disco thể hiện trên bàn phím cao vút; những bộ xương nhảy theo dòng guitar; và các xác ướp đại diện cho máy đánh trống.
"Around the World" là nỗ lực đầu tiên của Gondry trong việc đưa vũ đạo có tổ chức vào các video âm nhạc của mình. "Tôi phát ngán khi thấy vũ đạo bị ngược đãi trong các video [âm nhạc], cứ như chỉ là phụ họa với cắt và chỉnh sửa nhanh, thực sự nông cạn. Tôi không nghĩ rằng vũ đạo nên được quay cận cảnh." Vũ đạo ban đầu được phát triển bởi Gondry, được biên đạo múa Blanca Li mở rộng và sắp xếp hợp lý hơn. Trang phục cho video được thiết kế bởi Florence Fontaine, mẹ của con trai Gondry. Đèn nhấp nháy được vận hành bởi anh trai của đạo diễn, Olivier "Twist" Gondry. Như Michel Gondry đã nói, "Tất cả chỉ là chuyện gia đình."

## Đánh giá của giới phê bình
Rayna Khaitan từ Albumism đã ghi nhận "tất cả niềm vui kích hoạt từng sợi trục của [bài hát]" và nói thêm, "Lặp đi lặp lại một cách say mê, lặp đi lặp lại cụm từ 'Around the World' chính xác 144 lần cứ như một câu chân ngôn êm dịu, bài hát khích lệ tập thể khi chúng ta cùng nhau tiến tới chuyển giao thiên niên kỷ." Larry Flick từ Billboard đã viết rằng với "một lát disco/funk ngon lành này, phong cách điện tử năng động Daft Punk có vẻ rất hợp để xây dựng dựa trên động lực tạo ra từ bản nhạc đột phá gần đây, 'Da Funk'". Ông lưu ý rằng nhóm "thực hiện một công việc mẫu mực trong việc truyền đạt một đoạn điệp khúc ngân nga mà không cần sự hỗ trợ của một ca sĩ". Năm 2005, tạp chí âm nhạc Blender đặt "Around the World" tại vị trí thứ 172 trong danh sách "500 Bài hát Hay nhất kể từ khi bạn Chào đời". Họ viết,
Câu chân ngôn bubblegum robo-disco này là bài hát khiến James Murphy của LCD Soundsystem mơ tưởng về Daft Punk đang chơi nhạc tại nhà của anh ấy. Anh giải thích: "Tôi thích cái sự mềm yếu của 'Around the World'. Bài hát có tất cả những gì tôi ghét, thế mà tôi không thể cưỡng lại nó. Thật là một ca khúc chết tiệt." Được thu âm trong một phòng ngủ và được thúc đẩy bởi video âm nhạc nhảy múa quái dị của đạo diễn Michel Gondry, 'Around the World' khiến Paris trở nên sành điệu trở lại và khiến nhạc house bị cuốn theo phong cách cổ điển.

Một nhà báo từ Complex đã nói rằng "sự đơn giản của nó đã khiến nó trở thành một trong những bản nhạc hấp dẫn nhất", và cũng lưu ý tới video âm nhạc "khó quên", "với đủ loại sinh vật vui đùa xung quanh một sân khấu đầy màu sắc." Andy Beevers từ mục RM của  Music Week đã đánh giá "Around the World" năm trên năm, chọn nó là Giai điệu của tuần. Anh ấy nói thêm rằng nó "tập hợp những gì đặc sắc nhất của những âm trầm boogie, những nhịp điệu giòn giã thương hiệu, những đường hòa tấu vui tai và dòng tiêu đề được chỉnh âm được lặp đi lặp lại ad nauseum [sic] đề phòng bạn quên mất tên bài hát mình đang nghe."

## Tầm ảnh hưởng
"Around the World" đã được cover và remix nhiều lần. Một bản remix của bài hát "I Got It from My Mama" của will.i.am bao gồm một sample từ "Around the World". Tuy nhiên, Daft Punk đã không chấp thuận việc sử dụng sample và sau đó đã từ chối quyền phát hành bản remix của will.i.am. Tuy nhiên, một video âm nhạc đã được sản xuất với sample.
"Around the World" được giới thiệu trong một tập của mùa đầu tiên của loạt phim hoạt hình Daria được chiếu trên MTV. Nó cũng xuất hiện trong các trò chơi điện tử Dance Central 3, NBA 2K13 và các đoạn giới thiệu cho Rayman Raving Rabbids 2 tại E3 2007. Các yếu tố của video âm nhạc xuất hiện trong video âm nhạc cho "Daft Punk Is Playing at My House" của LCD Soundsystem. Thiết kế tổng thể cũng đã được sao chép cho video "Rain Down Love" của Freemasons.
Năm 2007, tạp chí Treblezine đặt bài hát tại vị trí thứ 37 tại danh sách "100 Đĩa đơn Hàng đầu của Thập niên 90". Năm 2011, kênh truyền hình MTV Dance đã đưa ca khúc vào vị trí thứ 7 trong danh sách "100 Bài ca nhạc Dance lớn nhất mọi thời đại của Thập niên 90". NME đã xếp bài hát ở vị trí thứ 21 trong danh sách "150 Bản nhạc Hay nhất trong 15 năm qua" vào năm 2011 và thứ 37 trong danh sách "100 Bài hát Hay nhất những năm 1990" vào năm 2012. Cùng trong năm 2012, tạp chí Porcys đặt bài hát vào vị trí thứ 11 của danh sách "100 Đĩa đơn 1990-1999".
Năm 2013, tạp chí Complex đưa "Around the World" vào danh sách "15 Bài hát Hay nhất từ Thời đại Electronica". Cùng trong năm đó, tạp chí Vibe đưa nó vào vị trí quán quân trong bài viết "Trước EDM: 30 Bản nhạc Dance từ Những năm 90 đã Thay đổi cuộc chơi". Kênh truyền hinh Max đã đặt bài hát vào vị trí thứ 365 vào danh sách "1000 Bài hát Hay nhất mọi Thời đại" năm 2013, sau đó vào năm 2018 bài hát tụt xuống vị trí thứ 517. Bài hát được BuzzFeed đưa vào vị trí thứ 29 trong danh sách "101 Bài hát Dance Hay nhất của Thập niên 90". Tomorrowland đã đưa "Around the World" vào danh sách chính thức "The Ibiza 500" vào năm 2020.

## Danh sách ca khúc
| Đĩa than 12-inch (V25D-38608) | Đĩa than 12-inch (V25D-38608)           | Đĩa than 12-inch (V25D-38608) | Đĩa than 12-inch (V25D-38608) |
| STT                           | Nhan đề                                 | Phổ nhạc                      | Thời lượng                    |
| ----------------------------- | --------------------------------------- | ----------------------------- | ----------------------------- |
| 1.                            | "Around the World" (radio edit)         |                               | 4:01                          |
| 2.                            | "Around the World" (bản mix Frozen Sun) | Tee                           | 7:56                          |
| 3.                            | "Around the World" (bản mix Vice)       | Motorbass                     | 6:39                          |
| 4.                            | "Around the World"                      |                               | 7:07                          |

| CD (8941172) | CD (8941172)                      | CD (8941172) | CD (8941172) |
| STT          | Nhan đề                           | Phổ nhạc     | Thời lượng   |
| ------------ | --------------------------------- | ------------ | ------------ |
| 1.           | "Around the World" (radio edit)   |              | 4:01         |
| 2.           | "Around the World"                |              | 7:07         |
| 3.           | "Teachers" (bản mix kéo dài)      |              | 5:51         |
| 4.           | "Around the World" (bản mix Vice) | Motorbass    | 6:39         |

## Thứ hạng
| Thứ hạng (1997)                        | Vị trí cao nhất |
| -------------------------------------- | --------------- |
| Úc (ARIA)                              | 11              |
| Áo (Ö3 Austria Top 40)                 | 15              |
| Bỉ (Ultratop 50 Flanders)              | 15              |
| Bỉ (Ultratop 50 Wallonia)              | 4               |
| Canada Top Singles (RPM)               | 24              |
| Canada Dance/Urban (RPM)               | 1               |
| Châu Âu (Eurochart Hot 100)            | 5               |
| Phần Lan (Suomen virallinen lista)     | 9               |
| Pháp (SNEP)                            | 5               |
| Đức (GfK)                              | 16              |
| Iceland (Íslenski Listinn Topp 40)     | 1               |
| Ireland (IRMA)                         | 8               |
| Ý (FIMI)                               | 1               |
| Italy (Musica e dischi)                | 1               |
| Hà Lan (Dutch Top 40)                  | 21              |
| Hà Lan (Single Top 100)                | 28              |
| Na Uy (VG-lista)                       | 20              |
| Scotland (OCC)                         | 7               |
| Thụy Điển (Sverigetopplistan)          | 20              |
| Thụy Sĩ (Schweizer Hitparade)          | 14              |
| Anh Quốc (OCC)                         | 5               |
| Anh Quốc Dance (OCC)                   | 1               |
| Hoa Kỳ Billboard Hot 100               | 61              |
| Hoa Kỳ Dance Club Songs (Billboard)    | 1               |
| Hoa Kỳ Dance Singles Sales (Billboard) | 12              |

| Thứ hạng (2021)                               | Vị trí cao nhất |
| --------------------------------------------- | --------------- |
| Hoa Kỳ Hot Dance/Electronic Songs (Billboard) | 12              |

| Thứ hạng (2007)               | Vị trí cao nhất |
| ----------------------------- | --------------- |
| Thụy Sĩ (Schweizer Hitparade) | 47              |

| Thứ hạng (1997)                    | Vị trí cao nhất |
| ---------------------------------- | --------------- |
| Úc (ARIA)                          | 70              |
| Bỉ (Ultratop 50 Flanders)          | 85              |
| Bỉ (Ultratop 50 Wallonia)          | 55              |
| Canada Dance/Urban (RPM)           | 23              |
| Châu Âu (Eurochart Hot 100)        | 48              |
| Pháp (SNEP)                        | 40              |
| Đức (Official German Charts)       | 88              |
| Iceland (Íslenski Listinn Topp 40) | 15              |

## Chứng nhận và doanh số
| Quốc gia                                                    | Chứng nhận | Số đơn vị/doanh số chứng nhận |
| ----------------------------------------------------------- | ---------- | ----------------------------- |
| Ý (FIMI)                                                    | Vàng       | 25.000‡                       |
| Anh Quốc (BPI)                                              | Bạch kim   | 478,000                       |
| ‡ Chứng nhận dựa theo doanh số tiêu thụ và phát trực tuyến. |            |                               |

## Lịch sử phát hành
| Khu vực  | Ngày phát hành       | phương thức                  | Hãng   |
| -------- | -------------------- | ---------------------------- | ------ |
| Hà Lan   | 7 tháng 4 năm 1997   |                              | Virgin |
| Anh Quốc | 14 tháng 4 năm 1997  | Đĩa than 12-inch CD cassette | Virgin |
| Hoa Kỳ   | 12 tháng 8 năm 1997  | Rhythmic contemporary        | Virgin |
| Hoa Kỳ   | 14 tháng 10 năm 1997 | Contemporary hit radio       | Virgin |